# Nevi Pol·lió
Nevi Pol·lió (en llatí Naevius Pollio) va ser un ciutadà romà membre de la gens Nèvia que Ciceró menciona com la persona que era un peu més alt que l'home més alt que mai hagués existit. L'afirmació és reproduïda per Luci Juni Moderat Columel·la a la seva obra Admiranda. Plini el Vell també en parla però diu que els annals no especificaven quina alçada tenia.